# Simning vid världsmästerskapen i simsport 2022 – Herrarnas 4 × 200 meter frisim
Herrarnas 4 × 200 meter frisim vid världsmästerskapen i simsport 2022 avgjordes den 23 juni 2022 i Donau Arena i Budapest i Ungern.
Guldet togs av USA:s kapplag på tiden 7.00,24, silvret togs av Australien på tiden 7.03,50 och bronset togs av Storbritannien på tiden 7.04,00.

## Rekord
Inför tävlingens start fanns följande världs- och mästerskapsrekord:
|                   | Nation | Tid     | Ort          | Datum        |
| ----------------- | ------ | ------- | ------------ | ------------ |
| Världsrekord      | USA    | 6.58,55 | Rom, Italien | 31 juli 2009 |
| Mästerskapsrekord | USA    | 6.58,55 | Rom, Italien | 31 juli 2009 |

## Resultat

### Försöksheat
Försöksheaten startade klockan 10:13.
| Placering | Heat | Bana | Nation         | Simmare | Tid     | Noteringar |
| --------- | ---- | ---- | -------------- | --- | ------- | ---------- |
| 1         | 2    | 5    | USA            | Carson Foster (1.45,62) Trey Freeman (1.46,91) Coby Carrozza (1.46,22) Trenton Julian (1.45,64)                                 | 7.04,39 | 0Q0        |
| 2         | 2    | 6    | Brasilien      | Fernando Scheffer (1.46,33) Vinicius Assunção (1.46,81) Murilo Sartori (1.47,11) Breno Correia (1.46,73)                        | 7.06,98 | 0Q0, 0AR0  |
| 3         | 1    | 3    | Ungern         | Richárd Márton (1.46,52) Nándor Németh (1.47,17) Balázs Holló (1.47,03) Kristóf Milák (1.46,74)                                 | 7.07,46 | 0Q0        |
| 4         | 1    | 2    | Sydkorea       | Hwang Sun-woo (1.46,42) Kim Woo-min (1.46,65) Lee Yoo-yeon (1.48,04) Lee Ho-joon (1.47,38)                                      | 7.08,49 | 0Q0, 0NR0  |
| 5         | 1    | 6    | Kina           | Hong Jinquan (1.47,54) Zhang Ziyang (1.47,34) Chen Juner (1.48,45) Pan Zhanle (1.46,20)                                         | 7.09,53 | 0Q0        |
| 6         | 2    | 4    | Storbritannien | Tom Dean (1.46,71) Matthew Richards (1.48,21) Joe Litchfield (1.47,36) Jacob Whittle (1.47,48)                                  | 7.09,76 | 0Q0        |
| 7         | 2    | 3    | Frankrike      | Jordan Pothain (1.47,99) Hadrien Salvan (1.46,55) Roman Fuchs (1.46,97) Enzo Tesic (1.48,44)                                    | 7.09,95 | 0Q0        |
| 8         | 1    | 4    | Australien     | Brendon Smith (1.49,14) Zac Incerti (1.46,44) Samuel Short (1.46,97) Mack Horton (1.47,43)                                      | 7.09,98 | 0Q0        |
| 9         | 1    | 5    | Italien        | Stefano Ballo (1.47,63) Matteo Ciampi (1.47,27) Gabriele Detti (1.47,89) Stefano Di Cola (1.47,37)                              | 7.10,16 |            |
| 10        | 2    | 2    | Israel         | Denis Loktev (1.48,74) Bar Soloveychik (1.48,53) Daniel Namir (1.47,55) Gal Cohen Groumi (1.47,88)                              | 7.12,70 |            |
| 11        | 2    | 1    | Kanada         | Ruslan Gaziev (1.48,57) Finlay Knox (1.48,48) Jeremy Bagshaw (1.49,23) Patrick Hussey (1.52,06)                                 | 7.18,34 |            |
| 12        | 2    | 7    | Singapore      | Glen Lim Jun Wei (1.50,64) Ardi Mohamed Azman (1.49,69) Jonathan Tan (1.51,31) Quah Zheng Wen (1.48,67)                         | 7.20,31 |            |
| 13        | 1    | 1    | Vietnam        | Trần Hưng Nguyên (1.51,27) Nguyễn Hữu Kim Sơn (1.52,86) Hoàng Quý Phước (1.50,79) Nguyễn Huy Hoàng (1.54,82)                    | 7.29,74 |            |
| 14        | 1    | 7    | Thailand       | Tonnam Kanteemool (1.52,01) Dulyawat Kaewsriyong (1.54,33) Ratthawit Thammananthachote (1.57,29) Navaphat Wongcharoen (1.56,64) | 7.40,27 |            |

### Final
Finalen startade klockan 19:37.
| Placering | Bana | Nation         | Simmare                                                                                                  | Tid     | Noteringar |
| --------- | ---- | -------------- | --- | ------- | ---------- |
| 1         | 4    | USA            | Drew Kibler (1.45,54) Carson Foster (1.45,04) Trenton Julian (1.45,31) Kieran Smith (1.44,35)            | 7.00,24 |            |
| 2         | 8    | Australien     | Elijah Winnington (1.45,83) Zac Incerti (1.45,51) Samuel Short (1.46,44) Mack Horton (1.45,72)           | 7.03,50 |            |
| 3         | 7    | Storbritannien | James Guy (1.46,31) Jacob Whittle (1.46,80) Joe Litchfield (1.47,36) Tom Dean (1.43,53)                  | 7.04,00 |            |
| 4         | 5    | Brasilien      | Fernando Scheffer (1.45,52) Vinicius Assunção (1.46,44) Murilo Sartori (1.46,34) Breno Correia (1.46,39) | 7.04,69 | 0AR0       |
| 5         | 3    | Ungern         | Richárd Márton (1.48,12) Nándor Németh (1.45,73) Balázs Holló (1.47,74) Kristóf Milák (1.44,68)          | 7.06,27 |            |
| 6         | 6    | Sydkorea       | Hwang Sun-woo (1.45,30) Kim Woo-min (1.46,57) Lee Yoo-yeon (1.48,28) Lee Ho-joon (1.46,78)               | 7.06,93 | 0NR0       |
| 7         | 1    | Frankrike      | Jordan Pothain (1.48,41) Léon Marchand (1.47,59) Roman Fuchs (1.46,27) Hadrien Salvan (1.46,51)          | 7.08,78 |            |
| 8         | 2    | Kina           | Hong Jinquan (1.47,74) Zhang Ziyang (1.47,95) Chen Juner (1.49,53) Pan Zhanle (1.45,71)                  | 7.10,93 |            |